# Jazz Jennings
Jazz Jennings (Florida, 6 oktober 2000) is een Amerikaanse youtuber, televisiester en lgbt-activist. Ze staat bekend als een van de jongste publieke figuren die openlijk transgender is. Ze is het hoofdonderwerp in de reality soap I am Jazz.

## Biografie
Jennings werd geboren in Florida. Ze heeft een oudere zus en twee oudere tweelingbroers. De familie is Joods en met betrekking tot de achternaam legde Jeanette uit dat "Jennings ons pseudoniem is om het leven gemakkelijker te maken. We proberen onze echte achternaam zoveel mogelijk te verbergen, want onze achternaam is een heel Joodse, lange achternaam".

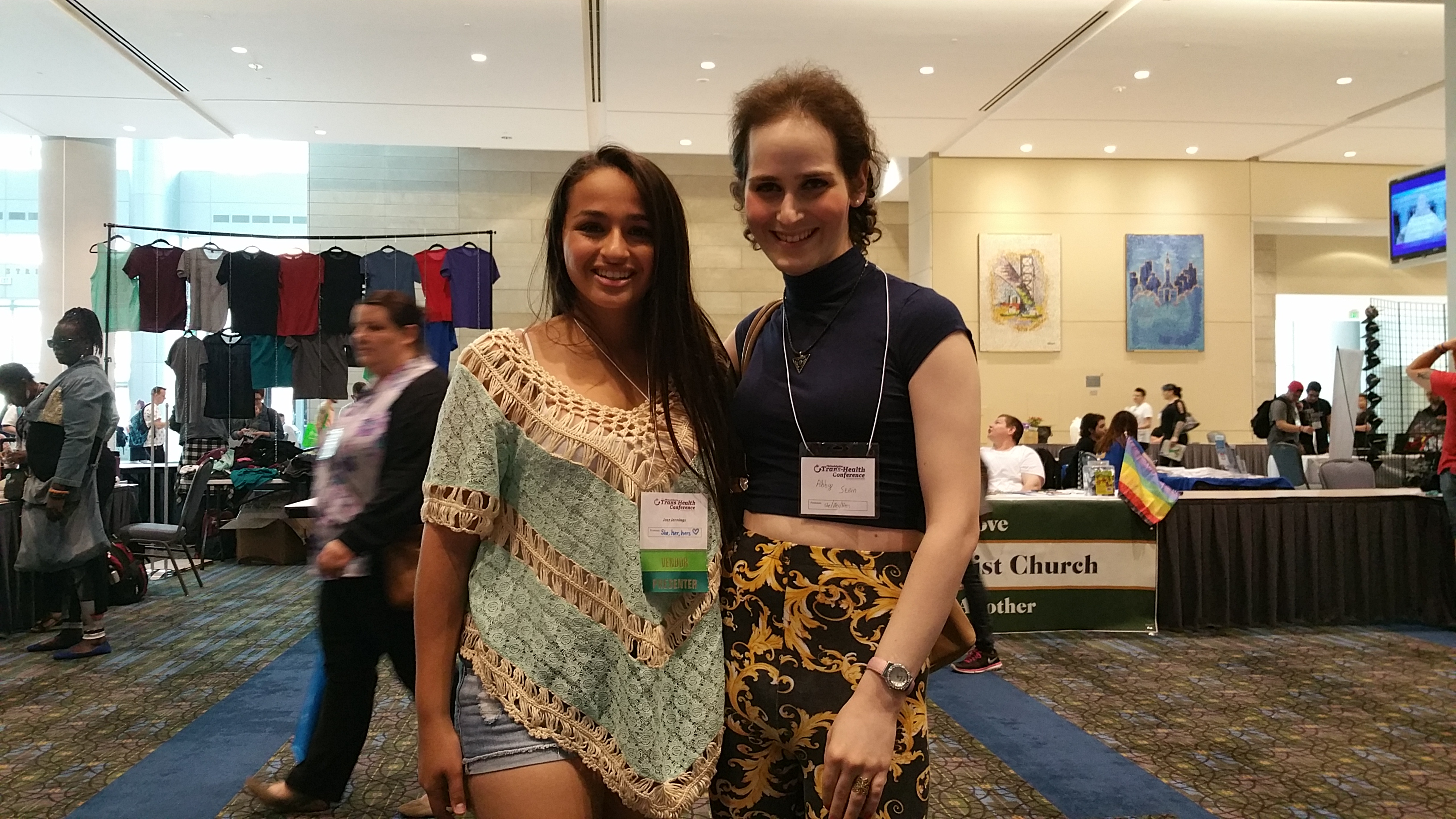
Jennings en Abby Stein tijdens de PTHC (9 juni 2016)

De ouders van Jazz zochten de publiciteit op, om te vertellen over de uitdagingen waar zij als gezin voor stonden. In 2011 ging er een documentaire over hun leven in première. Vanaf 2015 zond TLC het programma I am Jazz uit, waarin Jennings de geslachtsverandering documenteerde.
Haar inzet heeft haar erkenning opgeleverd van enkele van de bekendste LGBT-organisaties. In 2012 werd Jazz de jongste persoon ooit die werd erkend in "Top Forty Under 40". Daarnaast werd ze geëerd op de 2013 GLAAD Awards en benoemd tot Human Rights Campaign jeugd ambassadeur in 2014. Ze stond ook in de "Top 25 Most Influential Teens of 2014" van TIME Magazine en de "14 Most Fearless Teens of 2014" van Huffington Post.
Ook verscheen ze in diverse talkshows zoals die van Barbara Walters, MTV Logo en de Oprah Winfrey Show.
In 2017 kwam haar boek "Being Jazz- My Life As a (Transgender) Teen" uit.
In 2018 onderging Jennings op 17-jarige leeftijd haar eerste genderbevestigende operatie. Deze operatie had echter complicaties en er volgde nog twee operaties in de jaren erna. De derde, uitgevoerd door Dr. Jess Ting en Dr. Marci Bowers, wordt in beeld gebracht in seizoen 6 van haar reality soap.
In recentere jaren kampt Jennings met een sterk toegenomen gewicht in verband met een eetbuistoornis en mentale problemen. Dit komt aan bod in het zevende seizoen van haar reality soap.

## Campagnes en marketing
Op haar veertiende werd Jennings het gezicht van een campagne van het beautymerk Clean & Clear's met de hashtag #SeeTheRealMe waarmee mensen werden aangemoedigd om hun persoonlijke verhaal te delen rondom natuurlijke schoonheid.
Fabrikant Tonner Doll heeft een pop gemaakt naar de beeltenis van Jennings. Doel was om transpersonen in een positief daglicht te zetten en te benadrukken dat zij net zo zijn als iedereen.